# Laussabaueralm
Die Laussabaueralm ist eine 246 Hektar große Alm in der Gemeinde Rosenau am Hengstpaß im österreichischen Bundesland Oberösterreich. Die in Privatbesitz befindliche Alm liegt 3 km östlich des Hengstpasses an der Landesgrenze zur Steiermark, in einer Seehöhe von 780 m ü. A. Im Norden prägt die Kampermauer das Landschaftsbild. Im Süden erheben sich die Haller Mauern. Auf einer Weidefläche von 58 Hektar werden etwa 52 Jungrinder und Mutterkühe behirtet. Die Laussabaueralm ist von Mai bis Oktober bewirtschaftet. Das als Jausenstation geführte Almgebäude bietet Übernachtungsmöglichkeiten. Das Almgebiet ist über eine Straße und Wanderwege erreichbar. 